# Juan-David Nasio

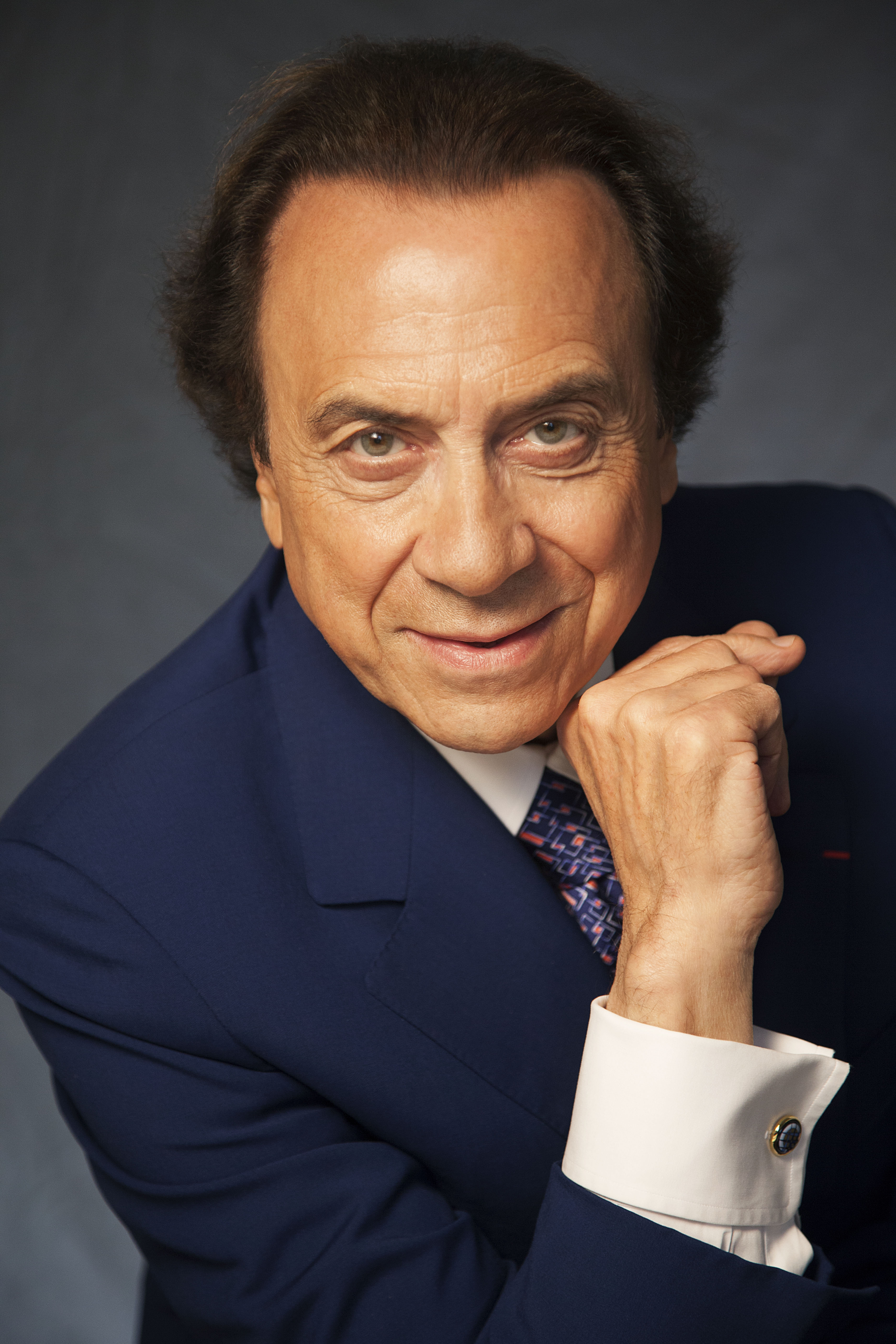
Juan-David Nasio

Juan-David Nasio (* 1942 in Rosario) ist ein argentinischer Psychoanalytiker.

## Biographie
Nasio emigrierte 1969 von Südamerika nach Frankreich, wo er mit Jacques Lacan arbeitete. Er war Professor an der Universität von Paris VII Sorbonne und wird als ein bedeutender Interpret der Psychoanalyse nach Lacan bezeichnet.

## Französische Arbeiten
- Un psychanalyste sur le divan, 2002, Payot
- Le plaisir de lire Sigmund Freud, 1999, Petite bibliothèque Payot
- Le livre de la douleur et de l'amour, 1996, ed Payot et Rivages
- Cinq leçons sur la théorie de Jacques Lacan, 1992, Rivages
- Enseignement de 7 concepts cruciaux de la psychanalyse, 1988, Rivages
- Le silence en psychanalyse, 1987, Rivages

## Englische Übersetzungen
- Book of Love and Pain: The Thinking at the Limit with Freud and Lacan. Translated by David Pettigrew and François Raffoul (Albany: SUNY Press, 2003)
- Five Lessons on the Psychoanalytic Theory of Jacques Lacan. Translated by David Pettigrew and François Raffoul (Albany: SUNY Press, 1998)
- Hysteria: The Splendid Child of Psychoanalysis. Translated by Susan Fairfield (New York: Other Press, 1998)